# Der Simplicius
Der Simplicius ist eine Oper in drei Akten des Schweizer Komponisten Hans Huber nach dem Roman Der abenteuerliche Simplicissimus von Hans Jakob Christoffel von Grimmelshausen. Sie erschien 1899 im Verlag Fr. Kistner, Leipzig. Sie gilt als eine von Hubers Hauptwerken. Das Libretto schrieb Albrecht Mendelssohn Bartholdy. Die Oper wurde am 22. Februar 1912 in Basel uraufgeführt.